# Vallisneria triptera
Vallisneria triptera är en dybladsväxtart som beskrevs av Surrey Wilfrid Laurance Jacobs och K.A.Frank. Vallisneria triptera ingår i släktet Vallisneria och familjen dybladsväxter. Inga underarter finns listade.